# Arden Hills (Minnesota)
Arden Hills es una ciudad ubicada en el condado de Ramsey en el estado estadounidense de Minnesota. En el Censo de 2010 tenía una población de 9552 habitantes y una densidad poblacional de 382,14 personas por km².

## Geografía
Arden Hills se encuentra ubicada en las coordenadas 45°4′16″N 93°9′56″O / 45.07111, -93.16556. Según la Oficina del Censo de los Estados Unidos, Arden Hills tiene una superficie total de 25 km², de la cual 22.25 km² corresponden a tierra firme y (10.97%) 2.74 km² es agua.

## Demografía
Según el censo de 2010, había 9552 personas residiendo en Arden Hills. La densidad de población era de 382,14 hab./km². De los 9552 habitantes, Arden Hills estaba compuesto por el 90.35% blancos, el 1.66% eran afroamericanos, el 0.24% eran amerindios, el 4.9% eran asiáticos, el 0% eran isleños del Pacífico, el 0.95% eran de otras razas y el 1.89% pertenecían a dos o más razas. Del total de la población el 2.75% eran hispanos o latinos de cualquier raza.